# Conservatorio de Música Jesús Guridi
El Conservatorio de Música Jesús Guridi es una institución española de formación musical de grado superior ubicada en la ciudad de Vitoria, en la provincia de Álava, fundada por el ayuntamiento,de esta ciudad vasca. Este conservatorio actualmente no está gestionado por dicho ayuntamiento y lleva el nombre de Jesús Guridi en honor a este músico, natural de esta misma ciudad.

## Fundación de la Institución
En 1928 el Ayuntamiento de Vitoria lo fundó con el nombre de Conservatorio Municipal de Música en el casco antiguo de la ciudad, en el edificio conocido como El Campillo. Su primer director fue Juan Santiago Aramburu, padre del músico Luis Aramburu, y el siguiente Tomás Echávarri, que fue director desde 1937 hasta 1974.
Desde 1935 sus estudios son oficiales, si bien sólo son de grado superior desde 1996. Para entonces ya se ubicaba en su nuevo y actual edificio, terminado de construir entre los barrios de Txagorritxu y El Pilar. La construcción del nuevo edificio fue promovida, entre otros, por su prestigioso director en ese momento, el compositor Carmelo Bernaola, que lo dirigía desde el año 1980.
En 2018, la clarinetista Puy Asurmendi asumió la dirección del conservatorio, siendo la primera mujer en ostentar dicha responsabilidad.
Entre otros de sus importantes profesores ha estado Sabin Salaberri,

## Estudiantes reconocidos (selección)
- Juanjo Mena (1965), director de orquesta de prestigio internacional.
- Raúl Romo (1973), saxofonista.

## Premios y reconocimientos
- Medalla al Mérito en la Bellas Artes del Ministerio de Cultura de España.